# 프랑켄탈

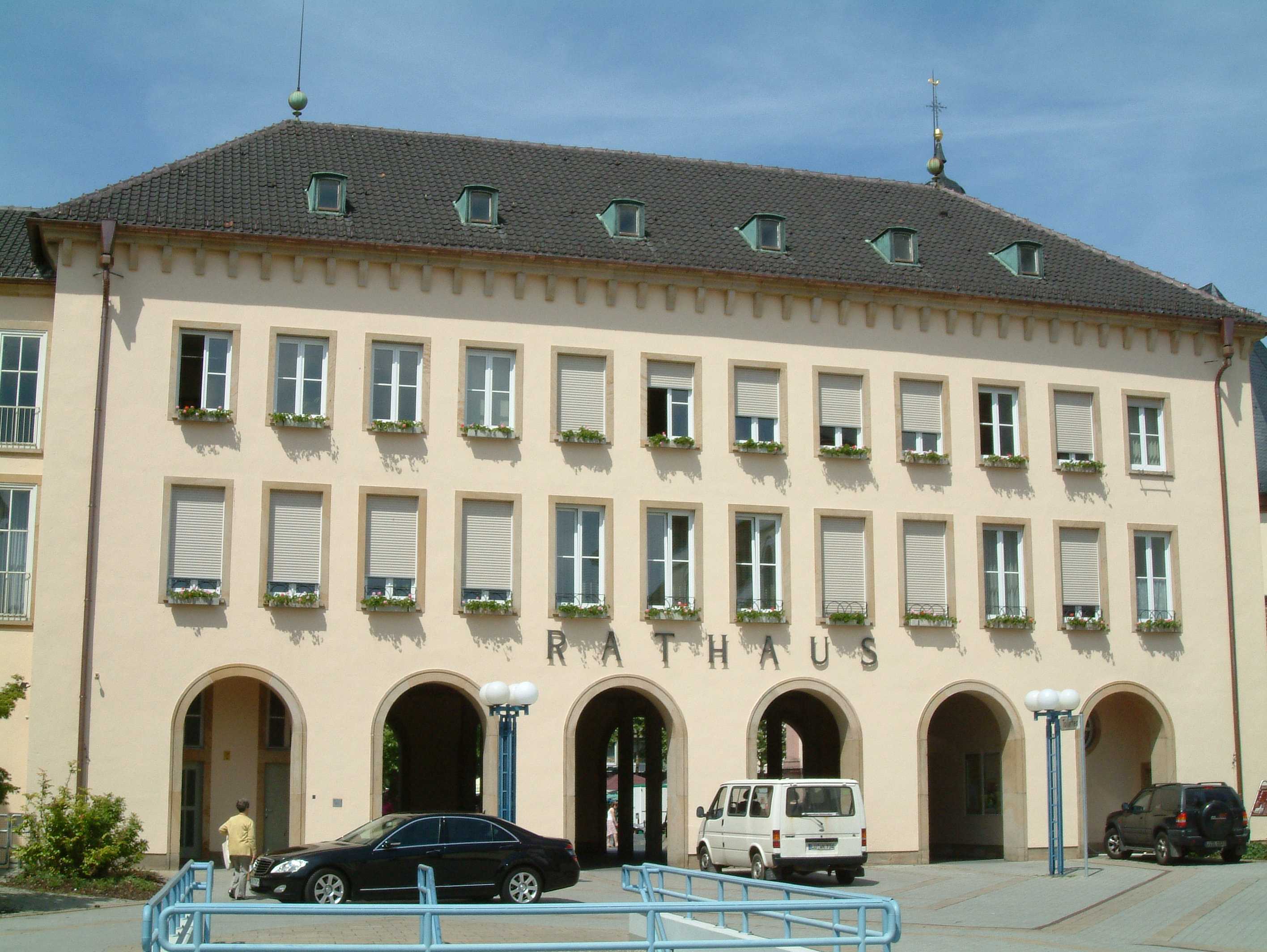
프랑켄탈 시청

프랑켄탈(독일어: Frankenthal)은 독일 라인란트팔츠주에 위치한 도시로 면적은 43.78km2, 높이는 96m, 인구는 48,363명(2015년 12월 31일 기준), 인구 밀도는 1,100명/km2이다.

시 문장

## 역사
772년 문헌에 처음 등장했으며 1119년에는 아우구스티노 수도회 수도원이 건립되었다. 16세기 후반부터 플랑드르 출신 주민들이 정착하면서 경제, 문화, 산업이 발전했는데 양탄자, 보석, 미술품 제작 등이 주를 이루었다.
1600년에 요새가 건립되었지만 30년 전쟁이 진행 중이던 1621년에 스페인 군대의 침공으로 인해 완전히 파괴되었고 9년 전쟁이 진행 중이던 1689년에는 프랑스 군대의 침공으로 인해 불에 탔다. 1750년부터는 뽕나무에서 추출한 명주를 생산하는 공장들이 건립되었다.
프랑스 혁명 전쟁이 진행 중이던 1797년에는 프랑스 군대가 일시적으로 점령되기도 했다. 1816년부터는 바이에른 왕국의 지배를 받았고 1859년부터 산업화가 진행되었다. 제2차 세계 대전이 진행 중이던 1943년에는 연합군의 공습을 받으면서 파괴되었으며 1945년에 일어난 제2차 세계 대전의 종전 이후에는 미국, 프랑스 군대가 이 곳을 점령했다. 1946년을 기해 라인란트팔츠 주에 편입되었다.

## 자매 도시
- 프랑스 콜롱브
- 폴란드 소포트